# Kontur wewnętrzny
Kontur wewnętrzny – we fryzjerstwie jest to linia graniczna między uczesaniem a linią czoła, policzków, czasami uszu i karku. Tworzy on wewnętrzny kształt (wewnętrzną sylwetkę) fryzury. Kontur wewnętrzny jest szczególnie istotny przy tworzeniu uczesania, ponieważ od wewnętrznej sylwetki zależy w dużym stopniu charakter fryzury.